# 日本同盟基督教団中野教会
日本同盟基督教団中野教会（にほんどうめいきりすときょうだんなかのきょうかい）は、東京都中野区にある日本同盟基督教団に属する教会。教団の前身である日本同盟基督協会時代、戦後の復興期にはスカンジナビアン・アライアンス・ミッションの本部が置かれ、本部教会として教団の中心的役割を担った。

## 沿革
①前史
中野教会は、アメリカのプロテスタント会衆派の伝道者であった、フレデリック・フランソンが世界宣教のために設立した「北米スカンヂナビアン・アライアンス・ミッション」を源流とする。1891年（明治24年）11月に同ミッションの男女15人のスウェーデン人宣教師達（内3人は伝道者、他12人は信徒伝道者）がシカゴから来日。彼等の日本本部としてスタートした。
初めの教会堂は、1896年（明治29年）10月に本所小梅町に本所小梅町同盟教会として設立され、貧しく、弱い立場の人々に伝道をした。主な伝道者はカール・E・アウレル(Aurell, Karl Emanuel)宣教師と献身後間もない田丸源次郎伝道師であった。1903年には二人とも退団。千葉からフランス・オスカー・ベルグストロム(Bregstrom, Frans Oscar)宣教師が赴任した。
1905年（明治38年）9月、ポーツマス条約を不満とする暴徒の焼き討ち事件に会い会堂は破壊された。講義所であった星野房次郎伝道師の本所松倉町の建物も全焼。同年12月に後の中野教会初代牧師眞嶋慶三郎が裏猿江町講義所に伝道師として着任。ベルグストロムは星野房次郎とともに小梅町の活動を続けた。年内に東京西郊の東京府下中野町へ新伝道地を見出し伝道を開始。1907年の隅田川氾濫により、ミッションは中野へ本部の移転を決定した。
②中野宣教開始
1907年に東京府豊多摩郡中野町に土地を購入し、宣教を開始。中野同盟基督協会と称した。1909年（明治42年）5月に宣教師館及び多目的ホールの福音館を建築。教会堂はいくつか場所を変えたが、1915年（大正4年）4月には青梅街道沿い宝泉寺前に新会堂を建て移転。当時の中野区は東京府下の長閑な田舎町で、当教会は中野町における最初のキリスト教の教会となった。当時は地域の名称を使って「小下（こしも）同盟基督協会」と称したが、中野町の発展とともに「中野同盟基督教会（通称中野教会）」と称すようになった。献堂式に合せ、伝道師であった眞嶋慶三郎は按手礼を受けて初代牧師となった。
1917年（大正6年）11月には眞嶋牧師の病気静養のための高山転任に伴い高山教会から日本伝道隊の梶原景盛牧師が着任、しかし翌年9月には梶原景盛牧師が日本メソヂスト赤穂教会へ転任することとなり、代りにホーリネス教会出身の小出朋治牧師を廣島アライアンス教会から招聘、1920年（大正9年）6月には眞嶋牧師が中野教会復帰となり小出牧師は伊東教会へ転出した。1920年（大正9年）7月からは中野教会出身の松田政一が伝道師として1年間奉仕した。同時代に基督教新聞社主、音楽伝道者の三谷種吉が協力教師となる。1922年（大正11年）10月にはスカンジナビア・アライアンス・ミッションに属する日本人教師、信徒が教会の自給独立を目指して年会を創立し当教会で第1回年会を開催、団体名称を「日本同盟基督協会」とした。
③戦前発展期
1925年（大正14年）5月、眞嶋牧師の船津教会転任と入れ替わりに松田政一を牧師として招聘。1935年（昭和10年）4月1日には中野教会付属上ノ原幼稚園の前身、福音幼稚園を開設。主任は元中野教会員、第2代牧師夫人梶原政子。1934年（昭和9年）7月に広島県松永から戻り、献身まで短期間その任にあたった。1940年（昭和15年）7月、中野区本郷で開いていた雑色家庭集会から日本同盟基督協会宣教50周年を記念して中野本郷教会を設立。（現在は日本ナザレン教団中野教会）
④教会合同
1940年（昭和15年）11月、宗教団体法の施行により、日本同盟基督協会は解散し、日本自由メソヂスト教会、日本ナザレン教会東西部会、世界宣教団とともに日本聖化基督教団を結成。1941年（昭和16年）6月、日本基督教団に合同。1944年（昭和19年）、安斎政威牧師が副牧師として着任。
1945年（昭和20年）3月、中野区の青梅街道沿いの建物疎開により教会堂が取り壊されたため、宣教師館のあった現在地へ移転して礼拝や諸集会を継続。5月25日の山ノ手大空襲により地域一帯と共に全焼。その後焼け跡のバラックで礼拝を継続。1946年（昭和21年）秋から1948年（昭和23年）8月に牧師館が完成するまで高円寺で礼拝を継続した。教会員の多くが千葉県、茨城県、岡山県など疎開先で家庭集会を開き、やがて教会を形成した。
⑤戦後の歩み
1948年（昭和23年）7月、宣教師再来日に伴い、日本基督教団を離脱し日本同盟基督教団再建の本部教会として役割を果たす。離脱しなかった諸教会とは現在もマケドニア会を通して友好関係にある。1950年（昭和25年）2月、焼け跡に教会堂を再建。1962年（昭和37年）3月、松田牧師の後任として、旧同盟の日本基督教団西千葉教会から木下弘人牧師を招聘。1972年（昭和47年）2月、木造会堂の老朽化により現会堂を竣工。1976年（昭和51年）5月、木下牧師退任に伴い、副牧師の坂井栄一牧師を主任担任教師として招聘。1990年（平成2年）には教育館を献堂。（かつてこの地にあった多目的ホールの名前に因んで「福音館」と命名）
1992年（平成4年）11月、中野宣教85周年記念礼拝を挙行。記念誌発行。1993年（平成5年）4月、坂井栄一牧師退任に伴い、亀田キリスト教会から坂本誠牧師を招聘。中野宣教90周年を1997年に迎え、証し集を出版。1998年（平成10年）4月、坂本誠牧師退任に伴い、赤羽聖書教会から石川弘司牧師を招聘。2000年（平成12年）3月、第60回上ノ原幼稚園保育証書授与を記念して感謝会開催。2007年（平成19年）11月、中野宣教100年を祝う。
2013年（平成25年）4月、石川弘司牧師退任に伴い、白百合福音教会から河村冴牧師を招聘。

## 歴代主任牧師
- 初代:眞嶋慶三郎(1915-1917)[7]
- 第2代:梶原景盛(1917年-1918年)[8]
- 第3代:小出朋治(1918年-1920年)[9]
- 第4代:眞嶋慶三郎(1920-1925)
- 第5代:松田政一(1925-1962)[10]
- 第6代:木下弘人(1962-1976)[11]
- 第7代:坂井栄一(1976-1993)
- 第8代:坂本誠(1993-1998)
- 第9代:石川弘司(1998-2013)
- 第10代:河村冴(2013-)
- 協力牧師三谷種吉(1920-1942)[12]

## 出身者
- 松田政一(1898-1974)　日本同盟基督教団議長[10]
- 松本廣(1905-1996)　　農村伝道神学校長、伊東教会、西千葉教会牧師[13]
- 興梠正敏(1914-1993)　農村伝道神学校教授[14]
- 上島三郎(1905-1994)　東京府立久留米養護学園長、国立神奈川療養所長、国立村山療養所、国立小児病院二宮分院長、静岡県済生会川奈臨海学園長[7]
- 石本統吉(1907-1977)　映画プロデューサー[15]
- 日暮勝英(1906-2000)　無教会指導者[16]
- 三谷幸子(1909-2011)　東京基督教大学名誉教授[12]
- 秋元梅吉(1892-1975)　盲人伝道、社会福祉法人東京光の家創立者。1924（大正13年）世界で2番目の点字旧約聖書を編纂。[17]

## 所在地
- 東京都中野区東中野2丁目21番7号

## 交通アクセス
- JR総武・中央線/都営大江戸線 東中野駅